# Hans von Haeften
Johannes „Hans“ Maximilian Gustav von Haeften (* 13. Juni 1870 auf Gut Fürstenberg bei Xanten; † 9. Juni 1937 in Gotha) war ein deutscher Generalmajor und von 1931 bis 1935 Präsident des Reichsarchivs in Potsdam.

## Familie
Haeften entstammte dem alten geldernschen Adelsgeschlecht Haeften. Er war der Sohn des preußischen Staatsarchivars August von Haeften (1832–1871) und dessen Ehefrau Elisabeth, geborene von Hochwächter (1840–1916).
Haeften heiratete am 21. März 1903 in Berlin Agnes Charlotte Clara von Brauchitsch (1869–1945), die Schwester des späteren Generalfeldmarschalls Walther von Brauchitsch. Aus dieser Ehe entstammen die Tochter Elisabeth (1903–1980) sowie die Widerstandskämpfer vom 20. Juli 1944 Hans Bernd (1905–1944) und Werner (1908–1944).

## Karriere
Nach dem Besuch des Gymnasiums trat Haeften am 26. März 1889 als Fahnenjunker in das 2. Garde-Regiment zu Fuß der Preußischen Armee ein und wurde dort am 20. September 1890 zum Sekondeleutnant befördert. Am 22. März 1897 folgte seine Versetzung in das Garde-Grenadier-Regiment Nr. 5. Als Premierleutnant absolvierte Haeften von 1899 bis 1901 die Kriegsakademie und war ab März 1904 als Hauptmann im Großen Generalstab tätig. Daran schloss sich zwei Jahre später eine Verwendung beim Stab des II. Armee-Korps an. Vom 1. Oktober 1907 bis 2. Mai 1910 war Haeften Kompaniechef im Großherzoglich Mecklenburgischen Grenadier-Regiment Nr. 89. Anschließend versah er wieder Generalstabsdienst. Zunächst bei der 38. Division, dann wieder im Großen Generalstab.
Während des Ersten Weltkrieges diente Major von Haeften zunächst als Erster Generalstabsoffizier (Ia) des Garde-Reserve-Korps, dann als persönlicher Adjutant des Generalstabschefs Moltke d. J. (1. OHL) und Leiter der „Kriegsnachrichtenstelle Ost“ in Posen. Hier trat er erstmals mit den Führern der späteren 3. OHL, Hindenburg und Ludendorff, in Kontakt. Nach einer Vorsprache bei der Kaiserin in der Frage des Oberbefehls im Auftrag von Ober Ost im Januar 1915 wurde er von seinem obersten Dienstherrn strafversetzt. Sein einstiger Gegner Erich von Falkenhayn holte ihn im Juli 1916 als Leiter der Militärischen Stelle beim Auswärtigen Amt nach Berlin. Dort betrieb er maßgeblich die Gründung des Bild- und Filmamtes (BUFA), dessen Leitung zunächst Haeften selbst, später Alexander Grau übernahm. Ab Sommer 1918 war er als Oberst Leiter der Auslandsabteilung der OHL. Ende 1918 war er der Verbindungsoffizier des Generalstabschefs zum Reichskanzler Max von Baden.
Nach dem Krieg war Haeften 1919 Mitglied der Heeresfriedenskommission und schied 1920 unter Verleihung des Charakters als Generalmajor aus dem Militärdienst.
Er betätigte sich bis 1931 als Direktor der Kriegsgeschichtlichen Abteilung des Generalstabs und fungierte anschließend bis 1935 als Präsident des Reichsarchivs.
Haeften erhielt die Ehrendoktorwürde der philosophischen Fakultät. 1933 wurde er als ordentliches Mitglied in die Preußische Akademie der Wissenschaften aufgenommen.